# Colobothea lucaria
Colobothea lucaria es una especie de escarabajo longicornio del género Colobothea, categorizada en la tribu Colobotheini, de la subfamilia Lamiinae. Fue descrita por Bates en 1865.

## Descripción
Mide 10,6 mm de longitud.

## Distribución
Se distribuye por Brasil.